# Pterodrilus choritonamus
Pterodrilus choritonamus är en ringmaskart som beskrevs av Holt 1968. Pterodrilus choritonamus ingår i släktet Pterodrilus och familjen Cambarincolidae. Inga underarter finns listade i Catalogue of Life.